# Grudki chłonne
Zasugerowano, aby zintegrować ten artykuł z artykułem grudka limfatyczna. Nie opisano powodu propozycji integracji.
Grudki chłonne (łac. folliculi lymphatici) – kuliste skupiska tkanki limfoidalnej (tkanki łącznej włóknistej i tkanki łącznej siateczkowej) o wielkości 0,5-1,0 mm, znajdujące się na błonie śluzowej jelita cienkiego.
Jako część układu limfatycznego, organy te podobne są pod względem budowy do większych od nich węzłów chłonnych. W oczkach siateczki grudki znajdują się limfocyty, odpowiadające za humoralną reakcję immunologiczną. W trakcie reakcji immunologicznej w środku grudki chłonnej tworzy się ośrodek odczynowy, czyli jaśniejszy rejon zawierający namnażające się limfocyty, które przekształcają się w komórki plazmatyczne.
Grudki chłonne rozmieszczone są w całym organizmie, ale głównie w błonie śluzowej jelit.